# سارانگانی
سارانگانی (Sarangani) یکی از استان‌های کشور فیلیپین است. این استان بخشی از جزیرهٔ میندانائو به شمار می‌رود.
مرکز این استان شهر آلابل است. جمعیت آن حدود چهارصد و ده هزار نفر است. مساحت این استان سه هزار کیلومتر مربع است .